# Johann Friedrich Preschel
Johann Friedrich Preschel (auch Johann Friedrich Preschell; * 1732 in Karge, Großpolen; † 26. Oktober 1809 in Busk, Kaisertum Österreich) war ein deutscher Unternehmer und Kaufmann. Unter seiner Leitung wurde in Lemberg eine der ersten evangelischen Kirchengemeinden in der Habsburgermonarchie gegründet.

## Leben
Johann Friedrich Preschel kam aus einer wohlhabenden deutschen Familie. Er machte eine Ausbildung zum Kaufmann in Krakau.
1766 gründete er die Handelsgesellschaft Franchi & Co in Lemberg mit einem Geschäftspartner, er durfte als Protestant nicht alleine geschäftlich tätig sein. Er handelte unter anderem mit Leinen, Tabakblättern, Häuten und Hölzern. Seine Aktivitäten reichten bis Danzig und Amsterdam.
1769 gründete er mit drei Geschäftspartnern die erste Gerberei Polen-Litauens in Busk. Diese war sehr erfolgreich.
1775 wurde unter seiner Führung eine evangelisch-lutherische Gemeinde in Lemberg gegründet. Erst 1778 gelang es, einen Pfarrer für die Gemeinde zu bekommen, der bereit war, sich in Lemberg niederzulassen (Ephraim Gottlob Hoffmann).
Preschel leitete den Gemeindevorstand bis 1803 und verfasste die Gemeindeordnung. Auf seinem Grundstück fanden in einem Gartenhaus die ersten Gottesdienste statt. Er unterstützte maßgeblich den Bau der evangelischen Kirche und des Pfarrhauses.
Kaiser Joseph II. besuchte zweimal seine Gerberei in Busk, bei einem dritten Besuch wohnte er im Hause Preschels in Lemberg.